# Classe préparatoire physique, chimie et sciences de l'ingénieur
Dans le système éducatif français, la classe préparatoire physique, chimie et sciences de l'ingénieur ou PCSI est une des voies d'orientation en première année, communément appelée Maths sup, de la filière des classes préparatoires scientifiques.
Avant la réforme du baccalauréat de 2021, il fallait obtenir un baccalauréat scientifique pour accéder à cette voie. Après cette réforme, le choix de spécialités scientifiques (Maths, PC, SVT, SI...) ainsi que de l'option Mathématiques Expertes est privilégié pour l'entrée dans cette filière. Elle permet d'accéder en deuxième année, communément appelée Maths spé, aux voies PC et PSI ou bien, en fin de première année, d'intégrer certaines écoles d'ingénieurs ou l'ENAC, après la réussite du concours d'entrée des écoles concernées.

## Programme

### Matières

#### Mathématiques
Nouveau programme

##### Analyse
- Nombres complexes et trigonométrie
- Techniques fondamentales de calcul en analyse
  - Inégalités dans {\displaystyle \mathbb {R} }
  - Fonctions de la variable réelle à valeurs réelles ou complexes
  - Primitives et équations différentielles linéaires
- Nombres réels et suites numériques
- Limites, continuité et dérivabilité
  - Limites et continuité
  - Dérivabilité
- Analyse asymptotique
- Entiers naturels et dénombrement
  - Rudiments d’arithmétique dans {\displaystyle \mathbb {N} }
  - Dénombrement
- Intégration
- Séries numériques

##### Algèbreetgéométrie
- Raisonnement et vocabulaire ensembliste
- Calculs algébriques
- Systèmes linéaires et calcul matriciel
- Polynômes
- Espaces vectoriels et applications linéaires
  - Espaces vectoriels
  - Espaces vectoriels de dimension finie
  - Applications linéaires
- Matrices et déterminants
- Produit scalaire et espaces euclidiens

##### Probabilités
- Généralités
- Variables aléatoires sur un univers fini

#### Physique
- Oscillateur harmonique unidimensionnel sans amortissement : caractéristiques du mouvement, énergie mécanique
- Propagation d'un signal : onde progressive ou stationnaire (exemples en mécanique, électromagnétisme, acoustique, etc.), interférences de deux ondes (représentation de Fresnel), battements. Diffraction d'une onde à l'infini. Nature vectorielle de la lumière (loi de Malus).
- Optique : relations de Snell-Descartes, miroir plan, stigmatisme, aplanétisme, lentilles minces dans les conditions de Gauss, focométrie (autocollimation, méthode de Bessel, méthode de Silbermann...), aberrations géométriques et chromatiques, instruments d'optique (lunette, viseur, etc.), étude de l’œil humain. Une partie des TP de PCSI est consacrée à l'optique géométrique, principalement à l'étude des lentilles.
  - Introduction au monde quantique : dualité onde-corpuscule, relations de Planck-Einstein et de Louis de Broglie, inégalités de Heisenberg ; application à l'énergie minimale d'un oscillateur harmonique et aux niveaux d'énergie d'une particule libre confinée.
- Électrocinétique dans l'ARQS : Lois de Kirchhoff, équivalents de Thévenin, Norton, Théorème de Millman, étude des résistances, des condensateurs, des bobines et des diodes, notion de résistance d'entrée et de sortie, régime continu et transitoire, étude des instruments d'électrocinétique (oscilloscope, multimètre, GBF...), point de fonctionnement, amplificateur opérationnel idéal en régime linéaire (montages suiveur, inverseur, non inverseur, intégrateur, pseudo-intégrateur, dérivateur, pseudo-dérivateur...), circuits d'ordre 1 et 2 (RC, RL et RLC) en régime sinusoïdal, transitoire et permanent, régime sinusoïdal forcé, impédance complexe, filtres du premier et du second ordre (passe bas, passe haut, passe bande, coupe bande). Une bonne partie des travaux pratiques sont consacrés à l'électrocinétique. Filtrage linéaire, principe de superposition, diagrammes de Bode et gabarit de filtre.
- Mécanique :
  - Cinématique : Référentiels (héliocentrique, géocentrique, de Copernic...), systèmes de coordonnées (Cartésiennes, Cylindriques, Sphériques...), vitesse, accélération. Champ des vitesses d'un solide.
  - Dynamique : Loi de la quantité de mouvement pour un système fermé, principe de l'inertie, mouvement dans le champ de pesanteur avec tous types de frottements, pendule simple, loi de Coulomb du frottement solide, puissance, travail, énergie cinétique, potentielle (élastique, gravitationnelle, électrostatique), théorème de l'énergie cinétique, théorème du moment cinétique, oscillateurs harmoniques amortis et non amortis, position d'équilibre et stabilité, en régime libre ou forcé, mouvements des planètes et satellites, lois de Kepler, forces centrales, vitesses cosmiques. Étude d'une particule chargée dans un champ électrique ou magnétique, cyclotrons, accélérateurs de particules, effet Hall, force de Lorentz, force de Laplace. Solide en rotation, freins et moteurs, pendule de torsion et pendule pesant.
- Thermodynamique : Vocabulaire de la thermodynamique, études macroscopique et microscopique des gaz. Premier principe de la thermodynamique et applications, Deuxième principe de la thermodynamique (entropie statistique vue en approche documentaire), diagrammes de Clapeyron et d'Amagat, équilibre liquide-vapeur, loi de Laplace, machines thermiques, changements d'états, transformations quasistatiques. Diagrammes (pression - enthalpie) appliqués à l'étude de machines réelles.
- Statique des fluides : Principe fondamental de la statique des fluides, Théorème de Pascal, définition de la pression, poussée d'Archimède, étude de l'atmosphère, facteur de Boltzmann, équivalent volumique des forces de pression.
- Électromagnétisme : production et action d'un champ magnétique, lois de l'induction (loi de Lenz-Faraday), auto-induction, cas de deux bobines en interaction (inductance mutuelle, transformateur), freinage par induction, moteur à courant continu à entrefer plan, haut-parleur.

#### Sciences industrielles de l'ingénieur

##### Première période (de septembre à fin janvier)
Les enseignements de sciences industrielles visent à développer des capacités d'analyse et de modification de systèmes complexes et pluri-disciplinaires tels que sont aujourd'hui les produits conçus par les entreprises. Ils constituent une bonne sensibilisation aux méthodes et aux contraintes de l'entreprise.
- Étude des systèmes : modélisation fonctionnelle des systèmes et introduction aux méthodes de conception en entreprise.
- Systèmes asservis : modélisation d'un système asservi linéaire, fonctions de transfert, analyse temporelle et fréquentielle de la réponse des systèmes asservis, utilisation des transformées de Laplace.
- Cinématique des systèmes de solides : Représentation de la position, la vitesse et l'accélération des solides, Torseur cinématique, liaisons parfaites entre solides, composition des mouvements.
- Travaux pratiques : modélisation des systèmes réels, simulations numériques, mesures sur les systèmes réels, confrontation modèle-réel.

##### Deuxième période (de février à juin), Option SI
- Cinématique des systèmes de solides : méthodes d'analyse des chaînes complexes de solides, cinématique graphique.
- Systèmes automatisés : modélisation et synthèse d'une commande combinatoire ou séquentielle.
- Statique des systèmes de solides : modélisation des efforts s'exerçant entre solides, liaisons parfaites, principe fondamental de la dynamique, méthodes de résolution de problèmes multi-solides, dualité cinématique-statique.
- Travaux pratiques : modélisation des systèmes réels, simulations numériques, mesures sur les systèmes réels, validation des cahiers des charges et proposition de modification des systèmes.

#### Chimie

##### Premier semestre (de septembre à fin janvier)
- Atomistique
  - Transformation de la matière: États de la matière, Transformation de la matière, Étude de la transformation chimique (constante d'équilibre, activité)
  - Classification périodique des éléments:  Structure de l'atome, Quantification de l'énergie, Nombres quantiques, familles chimique
  - Modèle de LEWIS des molécules et des ions: Association d'atomes, Mésomérie, théorie VSEPR, Polarité des molécules
  - Mécanisme réactionnelle: Acte élémentaire, molécularité, Théorie de la réaction chimique, Lois cinétique, Réaction complexe/en chaine, catalyse
- Description d'un système et évolution vers un état final
  - cinétique chimique: vitesses de réactions, mécanismes réactionnels en cinétique homogène, cinétique en réacteur ouvert.
- Chimie organique: stéréochimie des molécules organiques, substitutions et additions nucléophiles, éliminations, spectroscopie RMN du proton, organomagnésiens mixtes.

##### Deuxième semestre (de février à juillet), option Chimie
- Thermochimie : application du premier principe de la thermodynamique à la chimie.
- Chimie des solutions aqueuses : description globale des réactions en solution aqueuse (équations-bilan, principe de la particule échangée, loi de Gudberg et Waage, constante de réaction...), équilibres acido-basiques, équilibres de complexation, équilibres d'oxydo-réductions en solution aqueuse, équilibres de précipitation, titrages.
- Atomistique : modèle quantique d'un atome hydrogénoïde (fonctions d'ondes, équation de Schrödinger, probabilité de présences, énergies propres...), atomes polyélectroniques (modèle de Slater, spin de l'électron), niveaux d'énergies, orbitales moléculaires des molécules diatomiques, méthode C.L.O.A.
- Chimie organique : réactivité des composés à liaison double carbone-carbone(alcènes) (uniquement les substitutions et éliminations en première année), composés à liaison simple carbone-oxygène (Alcools) (synthèse de Williamson, passage d'un alcool à une dérivée halogénée, déshydratation intermoléculaire, déshydratation intramoléculaire), composés à liaison carbone-azote (amines), composés à liaisons carbones-halogènes (halogénoalcanes).

##### Deuxième semestre (de février à juillet), option SI
- Chimie des solutions aqueuses : description globale des réactions en solution aqueuse (équations-bilan, principe de la particule échangée, constante de réaction..pour les réactions acido-basiques, de complexation, de précipitation, d'oxydo-réduction), diagrammes potentiels-pH
- Cristallographie : architecture des cristaux, structures cristallines.

#### Français/Philosophie
Les cours s'appuient sur l'étude de trois œuvres au programme. On peut souligner l'importance des coefficients des épreuves de français aux épreuves des concours scientifiques, ainsi qu'une note minimale exigée à certains concours.

#### Langues vivantes
Il n'y a pas de programme officiel concernant les langues vivantes. Pour la LV2 au concours, seuls les points au-dessus de la moyenne sont comptabilisés. Le choix des langues qui peuvent être étudiées en classe préparatoire est évidemment dépendant de l'offre en cette matière dans le lycée où se situe la classe.

#### Informatique
- Éléments d'algorithmique et de programmation impératives : affectation, séquence, alternative, boucle ; spécification et implémentation de fonctions ; terminaison, correction et complexité. Le langage utilisé lors des TP est Python.
- Éléments de fonctionnement de l'ordinateur : fichier (lecture et écriture en Python) ; processeur, mémoire vive ; représentation des nombres dans la mémoire.
- Calcul numérique : résolution approchée d'équation par méthode itérative (dichotomie, méthode de Newton) ; résolution approchée d'équations différentielles par méthode d'Euler ; calcul de valeur approchée d'intégrale ; pivot de Gauss, instabilité numérique. Pour cette partie du programme, le professeur peut choisir d'utiliser Scilab au lieu des bibliothèques idoines de Python ; en pratique le recours à Scilab est très rare[4].
- Bases de données : notion de base de données relationnelle ; requêtes SQL pour lire des informations ; éléments d'algèbre relationnelle.

### Horaires fixes
| Matière                                     | Total | Cours | TD     | TP     |
| ------------------------------------------- | ----- | ----- | ------ | ------ |
| Mathématiques                               | 10 h  | 7 h   | 3 h    | 0      |
| Physique                                    | 8 h   | 5 h   | 1 h    | 2 h    |
| Chimie                                      | 4 h   | 2 h   | 0 h 30 | 1 h 30 |
| Sciences industrielles de l'ingénieur (SII) | 4 h   | 1 h   | 1 h    | 2 h    |
| Français-philosophie (culture générale)     | 2 h   | 2 h   | 0      | 0      |
| Langue vivante 1                            | 2 h   | 2 h   | 0      | 0      |
| Langue vivante 2 (facultatif)               | 2 h   | 2 h   | 0      | 0      |
| Informatique                                | 2 h   | 1 h   | 0      | 1 h    |
| TIPE /ADS (2e semestre)                     | 2 h   | 2 h   | 0      | 0      |

Note pour les TP et les TD : en fonction de l'effectif, la classe peut être divisée en 2, voire en 3 pour les TP de SI.
Il faut rajouter à ce programme 2 à 3 heures de khôlle en moyenne par semaine.
L'éducation physique et sportive n'apparaît pas officiellement dans l'emploi du temps, cependant des plages horaires d'éducation physique, optionnelles, permettent à l'étudiant de faire du sport. Néanmoins, certains lycées rendent parfois l'éducation physique et sportive obligatoire pour certaines classes, ou pour toutes.
L'organisation des travaux écrits en classe — interrogations écrites, devoirs surveillés, compositions — dépend de l'organisation pédagogique de chaque établissement ; ces travaux peuvent se dérouler pendant les heures de cours, ou en dehors selon les cas.
Les élèves de PCSI doivent faire le choix entre l'option SI et l'option Chimie à la fin du premier semestre — à fin janvier — afin de se diriger soit en PSI soit en PC la seconde année. La classe est alors réellement divisée en deux groupes, chaque groupe d'option ayant un emploi du temps différent hormis des cours obligatoires communs aux 2 options : physique, mathématiques, français/philosophie, LV1.
Les élèves choisissant l'option PC abandonnent alors complètement la SI et gardent 4 heures de chimie par semaine : 2 heures de cours, 1 heure de TP et 1 heure de TD ; ceux choisissant l'option SI poursuivent la SI, à raison de 4 heures par semaine, mais aussi la chimie sur 2 heures par semaine : 1 heure de cours et 1 heure de TP-TD.
À partir de cette période, les élèves commencent aussi leurs recherches pour leurs TIPE et sont formés à l'analyse de documents scientifiques (ADS), 2 heures par semaine leur étant allouées sur ces sujets. Ils sont encadrés par les professeurs de Physique et de SI dans l'option PSI, et par les professeurs de Physique et de Chimie dans l'option PC. L'utilisation des compétences en informatique est la bienvenue pour le travail personnel à fournir dans le cadre du TIPE.

## Les anciennes classes PCSI-SI
Les élèves titulaires d'un bac S et ayant suivi l'option SI — et eux seulement — avaient la possibilité d'intégrer les classes dites PCSI-SI,. Ils suivaient alors, dans toutes les matières, les mêmes programmes que les étudiants inscrits en PCSI ; néanmoins, ils bénéficiaient d'une heure hebdomadaire supplémentaire en mathématiques et en sciences physiques, de même que d'approfondissements en SI.
Ces classes ont été supprimées à la rentrée 2016.